# Мануел Гарсия (баща)
Мануѐл дел По̀пуло Висѐнте Родрѝгес Гарсѝя (Manuel del Pópulo Vicente Rodriguez García) е един от най-талантливите испански музиканти от XIX век, известен тенор, за когото Росини пише партията на граф Алмавива в операта си „Севилският бръснар“.
Освен това е много добър композитор, педагог и импресарио, който успява да изгради певческата кариера на собствените си три деца и на много от учениците си. Той е баща и музикален педагог на известните оперни изпълнители Мануел Патрисио Гарсия, Мария Малибран и Полин Виардо.

## Ранни години
Мануел е роден в бедно семейство на обущар в Севиля на 21 януари 1775 г. Малко се знае за детството и музикалното му обучение. Има данни, че е бил хорист в катедралата на родния си град. Предполага се, че е учил пеене и музика при капелмайстора на катедралата Антонио Рипа, а също и при виолончелиста Хуан Алмарча в църквата „Сан Салвадор“.
В началото на 1790-те Гарсия живее в Кадис, където се присъединява към театралната музикална трупа на Жозе Моралес. Влюбва се в дъщерята на Моралес, Мануела, успешна певица, актриса и танцьорка. Въпреки несъгласието на родителите си, младата двойка се оженва тайно на 8 май 1797 г.

## Мадрид и Малага (1798 – 1807)
В началото на 1798 г. двамата се преместват в Мадрид, където на 31 май същата година се състои премиерата на малко интермецо, композирано от Гарсия. Към края на 1799 г. Мануел за кратко попада в затвора, тъй като участва в сбиване с един от охранителите в театъра. След освобождаването си заминава за Малага, а Мануела се връща в Кадис, където отново се присъединява към трупата на баща си. През следващите няколко години отношенията между двамата съпрузи са силно обтегнати.
В Малага Мануел прави кариера на добър тенор и композитор. Репутацията му бързо расте и през 1802 г. е поканен да се върне в Мадрид. Там започва с изпълнението на ролята на граф Алмавива от операта на Моцарт „Сватбата на Фигаро“. През следващите няколко години славата му расте и постепенно постига длъжностите първи тенор, композитор и директор на операта в Мадрид.
В този град поставя премиерите на няколко свои опери, най-известните от които са „Quien porfía mucho alcanza“ (1802 г.) и „El criado fingido“ (1804). Сериозно негово постижение като композитор е операта „El poeta calculista“ (1805). Арията „Yo que soy contrabandista“ от нея става една от най-популярните композиции на Гарсия. По-късно двете му дъщери често изпълняват тази ария в рециталите си. Тя носи вдъхновение на много творци – Жорж Санд написва по нея пиесата си „Контрабандистът“, Ференц Лист композира рондото „Fantastique“, Роберт Шуман я използва в „Der Kontrabandiste“, а през 1925 г. Федерико Гарсия Лорка включва мелодията в историческата си пиеса „Мариана Пинеда“.

## Париж (1807 – 1810)
През 1807 г. Гарсия кандидатства за паспорт, за да пътуват до Франция и Италия за проучване на оперните сцени. Той никога повече не се завръща в Испания. Една от причините за това е, че напуска съпругата си Мануела и създава ново семейство със своя колежка, мецосопран и комична актриса. Това е Хоакина Брионес, с която често е пял на сцената на Мадридската опера. Няма данни, че бракът с Мануела Моралес някога е бил законно прекратен. В тази твърде скандална за времето си ситуация не е било възможно, а дори и опасно, двамата да останат да живеят в Мадрид. Още повече че през 1805 г. се ражда първото дете на Хоакина и Мануел – малкият Мануел.
Гарсия е перфекционист, изключително енергична личност, която често се поддава на импулсите си и неговата непредвидимост и оригиналност го съпътстват през целия му живот. Те са проникнали както в действията му, така и в музиката, която композира. Характерът му оказва голямо влияние върху развитието и на неговите деца.
Мануел и Хоакина имат три деца – Мануел (р. 1805), Мария (р. 1808) и Полин (р. 1821). Бащата изключително упорито, безкомпромисно и понякога дори тиранично преподава на по-големите си деца пеене и композиция, но към малката си дъщеря е много внимателен. Синът му Мануел Патрисио Гарсия става оперен певец, баритон и един от най-търсените музикални педагози, преподавател в Парижката консерватория и Кралската академия в Лондон. През 1854 г. изобретява прототип на ларингоскопа. Мария Малибран, мецосопран, е една от най-вълнуващите и известни примадони от началото на XIX век, постигнала изключителна популярност. Полин Виардо, също мецосопран, става известна певица, композитор и педагог. И трите му деца създават собствени музикални композиции.
Новото семейство се установява в Париж и след известно недоволство от страна на местните тенори, на 11 февруари 1808 г. Гарсия прави своя дебют в операта „Гризелда“ на Фердинандо Паер. Певецът е добре приет както от обществеността, така и от специалистите, въпреки че е критикуван заради склонността му към многобройните музикални украшения. По това време той вече композира леки опери. Истинският му успех обаче идва с премиерата в Париж на неговата „El Poeta calculista“ в театър „Одеон“ на 15 март 1809 г. Операта е приета и аплодирана с голям ентусиазъм.

## Италия (1811 – 1816)
През 1811 г. семейството заминава за Италия, където Гарсия усъвършенства техниката си на пеене под ръководството на известния тенор Джовани Анцани. При него той добива умения, които му дават възможност да се справя по блестящ начин с партиите в оперите на Росини. Прави своя дебют в театър „Сан Карло“ в Неапол на 6 януари 1812 г. в операта на Маркос Антонио Португал „Любовта не може да се купи със злато“. Изпълнява партията на Алберто ди Москабианка с известното мецосопрано Изабела Колбран, бъдеща съпруга на Росини.
На 9 февруари 1813 г. отново в същия неаполитански театър се състои премиерата на неговата кантата за 3 гласа и оркестър „Диана и Ендимион“, отново по либрето на Андреа Тотола. В същия театър на 30 септември 1813 г. (по други данни на 8 ноември), отново с нея и с Хоакина, пеят в премиерата на новата му опера „Багдадският халиф“ по либрето на Андреа Тотола, която остава една от най-успешните произведения на Гарсия. На 4 ноември 1814 г. в театъра се състои и премиерата на друга негова опера – „La donzella di Raab“, в която той изпълнява главната тенорова партия.
В театър „Сан Карло“ в Неапол участва в поредица от оперни представления – Капитанът в „La donna soldato" на Фердинандо Орланди, Ахил в "Ифигения в Авлида“ на Кристоф Глук, „I Manli“ на Джузепе Николини, отново Ахил, но този път в триактната опера серия „Хекуба“ на Никола Антонио Манфроче, Пармене в „Ритуалите на Ефес“ на известния певец кастрат Джузепе Фаринели, Егей в „Медея в Коринт“ на германския композитор Йохан Симон Майер, „Сватбата на Фигаро“ на Моцарт и много други.
На 4 октомври 1815 г. участва в ролята на Норфолк в премиерата на операта на Росини „Елизабет, кралица английска“ под диригентството на Никола Феста. На 20 февруари 1816 г. в Рим пее в премиерата на „Севилският бръснар“ с първоначално заглавие „Алмавива, или напразна предпазливост“. Изпълнява ролята на граф Алмавива, чиято партия е написана от Росини специално за него.
На 13 януари 1816 г. пее в римския „Театър Вале“ като Линдоро в двуактната опера „Италианката в Алжир“ на Росини. Месец след това участва отново в Рим в театър „Аржентина“ в „Севилският бръснар“.

## Лондон и Париж (1816 – 1825)
В началото на 1816 г. Гарсия заминава за Лондон, където участва в няколко спектакъла. Към края на годината семейството се завръща в Париж за участието на Гарсия в „Тайният брак“ на Доменико Чимароза. Следващите години носят на Мануел най-големите му успехи, както като тенор, така и като композитор. През този период той открива училища по пеене в Лондон и Париж и пише „Упражнения и методи за пеене“ (1824). Една от най-вълнуващите му роли е тази на Отело от едноименната опера на Росини, която изпълнява многократно през живота си. Странно е, че ролята, която наистина възпламенява Париж, е баритоновата партия на Дон Жуан, която Мануел изпълнява с впечатляваща артистичност.
Парижката премиера на операта му „Багдадският халиф“ е на 22 май 1817 г. и е посрещната добре от музикалната критика. Немският критик Georg Ludwig Peter Sievers пише, че композицията е толкова блестяща, че прави чест на класическата музика, като едновременно е ерудирана и в същото време изчистена и доставяща голямо удоволствие на слушателите. Според критика, дори и най-взискателните ценители не биха могли да желаят нищо повече. (Allgemeine Musikalische Zeitung (16 юли 1817 г.).
На 18 юли 1821 г. Хоакина ражда третото им дете – Полин. Мануел, който е много строг с Мария и брат ѝ Мануел, е особено мек с най-малката си дъщеря. Преподава ѝ уроци по пеене и композиция с много търпение и внимание и започва да я подготвя за концертиращ пианист. След смъртта на Мария Малибран обаче, на младото момиче му се налага да замени пианото с кариерата на оперна певица.

## Ню Йорк (1825 – 1827 г.)
През 1825 г. Гарсия е ангажиран от богати търговци на вино, за да постави опера в „Park Theatre“ в Ню Йорк. Това е един изключително важен момент в историята на музиката в Съединените щати, тъй като постановката е една от първите истински професионални спектакли в страната, а музикантите представляват първата италианска трупа, посетила САЩ. Гарсия използва възможността да представи младата си и много талантлива дъщеря Мария и да ѝ даде шанса да получи безценен опит за бъдещата си кариера. За няколко дни Мануел събира оперна трупа, в която включва и цялото си семейство. Сезонът се открива на 29 ноември със „Севилският бръснар“ от Росини. Гарсия изпълнява партията на граф Алмавива, Хоакина е като Берта, Мануел младши играе Фигаро, а Мария – Розина. През следващите няколко месеца целият американски елит се стича в театъра, за да чуе трупата на Гарсия.
Освен „Севилският бръснар“, в Ню Йорк Гарсия поставя и изпълнява с трупата си и други опери на Росини – „Отело“, „Танкред“, „Турчин в Италия“ и „Пепеляшка“. Мануел написва 2 опери, в които включва арии специално за да подчертае големия диапазон на гласа на Мария. На 17 декември 1825 г. е премиерата на операта „Умният любовник“ (L'amante astuto), а на 25 април следващата година представя и другата – „Дъщерята на въздуха“ (La figlia dell'aria).
Едно от най-важните събития за сезона обаче е премиерата на операта на Моцарт „Дон Жуан“, показана на 23 май 1826 г., когато в публиката присъства Лоренцо Да Понте, либретистът на тази опера. Гарсия пее главната роля, Хоакина изпълнява ролята на Дона Елвира, Мария е Церлина, а Мануел младши поема партията на Лепорело. Трупата изпълнява и популярната тогава опера на Николо Дзингарели „Ромео и Жулиета“. Отзиви за тези спектакли дават Жозеф Бонапарт (брат на Наполеон Бонапарт и бивш крал на Испания), Джеймс Фенимор Купър (автор на „Последният мохикан“), Fitz-Greene Halleck (американски поет) и Лоренцо Да Понте.
Сред най-силните опери на Гарсия е „Дон Кихот“, чието композиране вероятно започва в Ню Йорк. Това е двуактна опера-буфа, написана на италиански по романа на Сервантес, но с отклонения от неговата фабула. В нея се забелязват както влиянието на Росини и Моцарт, така и типично испанска музика, каквато е арията на Доротея „Nato al modo“ или секстета от второ действие „Qual ardire!“. Операта е трудна за изпълнение поради големия гласов диапазон, необходим за ариите, предвидени за Мария и за самия Мануел. Предполага се, че премиерата ѝ е била през 1827 г. в „Park Theatre“ на Ню Йорк. На 12 ноември 2005 г., по случай 400-годишнината на Дон Кихот, операта е поставена в град Томелосо от испанския диригент Juan de Udaeta, който работи по оценка на фонотеката на град Мадрид. Любопитен факт е, че фонотеката притежава уникална колекция от творби с тема „Дон Кихот“ и съдържа повече от сто произведения.
В Ню Йорк Мария бързо се превръща в любимка на нюйоркското общество. Омъжва се за френския банкер и търговец на вино Франсоа Еужен Малибран, приема фамилията му и остава в града. Въпреки че този брак не трае дълго, тя остава известна като Ла Малибран до края на краткия си живот. Отношенията между Мануел и Мария след брака ѝ силно се обтягат и в продължение на няколко години двамата не се срещат.

## Мексико (1827 – 1829 г.)
След Ню Йорк, през 1827 г., цялото семейство, но без Мария, заминава за Мексико, където отново представят висококачествени изпълнения на оперите на Росини, Моцарт и собствени произведения на Гарсия. Представят и премиерите на 2 от новите му опери. Премиерата на „El Abufar, ossia La famiglia araba“ е на 13 юли 1827 г. в „Teatro de los Gallos“ в Мексико сити. В същия театър, но на 8 май следващата година, е представена и втората му опера „Семирамида“.
Семейството решава да се засели в Мексико завинаги, но политическата ситуация в страната им попречва. На 20 декември 1827 г. е провъзгласен прословутият указ за експулсиране на испанските граждани от Мексико. Въпреки че има изключения за хора, „полезни за републиката“ (включително и музиканти), ситуацията е твърде опасна и през октомври 1828 г. Гарсия, заедно със семейството си, е закаран под конвой до пристанищния град Веракрус.
Посещението в Мексико им донася добри финансови успехи, но във Веракрус са нападнати и ограбени от бандити. Семейството загубва 6000 щатски долара в злато, но всички остават живи и без никакви наранявания, само със спомените за изпитания страх. Според легендата, след като ги ограбват, негодниците принуждават Гарсия да пее. Той пее толкова добре, че силно ги впечатлява и те му връщат част от ограбеното.
В Мексико Гарсия продължава да композира, но тъй като има протести срещу изпълненията на италиански, той се връща към писането на испански опери. В резултат се появяват оперите „Семирамида“ и „Xaira“, която е завършена, но никога не се изпълнява в Мексико. Семейство Гарсия отплава за Бордо на 22 януари 1829 г. Предполага се, че по време на това пътуване той завършва своята последна и най-голяма опера „El Gitano Por Amor“, която е започнал да композира още в Мексико. В Париж са публикувани някои откъси от нея, но самата опера никога не е изпълнявана на сцена.

## Последни години, Париж (1829 – 1832 г.)
Завръщат се в Париж, където меломаните с нетърпение очакват и приветстват Мануел Гарсия. Появява се пред парижката публика в „Театър италиен“ в ролята на граф Алмавива на 24 септември 1829 г. Гласът му обаче вече е загубил блестящите си качества и е в сериозен упадък. Следващото му представяне, на 23 декември 1829 г. в „Дон Жуан“, е почти катастрофално и по време на спектакъла е заменен от Карло Дзукели.
В парижкия „Театър италиен“ се случва така, че Мануел и дъщеря му Мария трябва да пеят заедно – той като Отело, а тя като Дездемона. Дълго време те не са се виждали и бащата е отказвал всякакви опити за помирение и помощ от Мария, въпреки че вече живее в сериозни финансови затруднения. Двамата изпълняват ролите си с вдъхновение и изключителна артистичност и тяхното помиряване става под аплодисментите на публиката.
Гарсия продължава да пее в „Театър италиен“ до март 1830 г. След това се оттегля и се отдава на преподавателска дейност и композиране. От време на време се включва в някои концерти и изпълнения със свои студенти. Последното му появяване на сцената става в театър „Тиволи“ на 4 август 1831 г. в студентска опера от граф Beramendi.
Гарсия умира след кратко боледуване от белодробно възпаление на 10 юни 1832 г. Погребан е в Париж в гробището Пер Лашез. След неговата смърт семейството се разделя. Синът му остава като музикален педагог и действащ баритон в Париж, а жена му и 11-годишната му дъщеря Полин заживяват при Мария, която се е установила с новия си съпруг в Белгия.

## Творчество и влияние
Мануел Гарсия оставя сериозна следа в развитието на музиката като изключителен изпълнител и прекрасен преподавател. Може само да си представим качествата на гласа му, съдейки за тях по партиите, които включва за себе си в оперите, композирани от него. Независимо от испанския си произход, той се превръща в образец на италианския теноров стил на пеене от началото на XIX век. Типът на гласа му в Италия се нарича баритенор, тъй като характеристиката му е малко по-ниска от теноровата. Партиите, написани за него от Росини, са малко по-високи от тези, написани за други баритенори като Андрея Ноцари и Доменико Донцели. Според Paolo Scudo Гарсия е този, който пръв успява да изпълни „C от гърдите“, а не Gilbert-Louis Duprez. Той може да се справя и с чисто баритонови партии. Техниката му е фина и му позволява изключително виртуозно, плавно и бързо изпълнение на впечатляващо силни трели. В състояние е също да овладее фалцетното си вокално изпълнение до такава степен, че в една от своите тонадилии изпълнява и тенорови и сопранови части.
За преподавателските качества на Гарсия се съди по постиженията на учениците му, на трите му деца и по композираните от него музикални упражнения. Огромната и блестяща преподавателска дейност на сина му е построена върху работата и опита на бъщата и е пряко тяхно продължение. Негови ученици са такива имена като Адолф Нури, Йени Линд, Катрин Хайес, Мариан Бранд, Нели Мелба, Ема Иймс, Ема Калве, Чарлс Сентли, Anton von Rooy, Маргарет Симс, Фелия Литвин и Йоахим Тартков. Този списък, съдържащ имена на ученици от различни националности, сам говори за голямата популярност на Гарсия като педагог. Неговият метод на преподаване е все още актуален, а необикновените постижения на децата му не са избледнели с времето.
Значението на Гарсия като композитор, написал около 50 оперни произведения, не е уточнено и подлежи на проучване. Но големият брой негови партитури в архивите във Франция, Испания, Италия и САЩ говорят за сериозен творчески път на композитор, който вероятно е много по-важен от неговите изяви като певец и педагог. Необходими са години работа, за да се проучат, анализират и тестват всичките му произведения. Особена трудност за съживяването на оперите му представлява намирането на певци, които могат да изпълнят изискванията на изключително трудното белканто в стила на Гарсия. Някои от последните експерименти и проучвания са обещаващи и разкриват факта, че Гарсия не е просто още един имитатор на Росини, а уникален музикален гений с огромно разбиране за глас, стил и драма – всичко, което е необходимо за един успешен оперен композитор.
Фигурите на Мануел Гарсия и неговите деца са обект на все по-голямо внимание от страна на музиколози, изпълнители и публика в Испания. Музиката му все по-често присъства в оперните сезони и на концертните подиуми в страната, а произведенията му се проучват и възстановяват. През ноември 2004 г. в Кадис се провежда семинар на тема „Музиката и театърът по време на Мануел Гарсия“, организиран от Центъра за музикална документация в Андалусия и Университета на Кадис.
Съвременният италиански тенор Ернесто Палачио и испанското мецосопрано Тереза Берганца правят записи с песни на Гарсия, които имат голям успех. Марк Тъкър също прави запис – на едно много добро представяне на операта „El poeta calculista“. Двуактната опера-буфа „Дон Кихот“ има премиера в Севиля на 7 април 2007 г. На 3 януари 2008 г. отново в Севиля е изпълнена в концертна версия операта му „La Mort Du Тасе“, чието звучене е много „по-френско“.
На 7 април 2005 г. в Wake Forest University в Северна Каролина е представена премиерно операта на Гарсия „Необитаемият остров“ (L'isola disabitata), писана през 1831 г. за неговите ученици. Произведението е посрещнато изключително добре и с нестихващи аплодисменти. Драматичното действие и музиката са признати за достойни да влязат в оперните репертоари през XXI век.

## Характерни роли и участия в някои премиери[11]
| Роля          | Заглавие на произведението         | вид         | Автор                   | дата              | премиера          | Театър                       | Град    |
| ------------- | ---------------------------------- | ----------- | ----------------------- | ----------------- | ----------------- | ---------------------------- | ------- |
| Ахил          | Ифигения в Авлида                  | опера серия | Кристоф Глук            | 15 август 1812    | премиера за града | Сан Карло                    | Неапол  |
| Ахил          | Хекуба                             | опера серия | Никола Антонио Манфроче | 13 декември 1812  | премиера          | Сан Карло                    | Неапол  |
| Ендимион      | Даная и Ендимион                   | кантата     | Мануел Гарсия           | 9 февруари 1813   | премиера          | Сан Карло                    | Неапол  |
| Oitone        | Gaulo ed Oitone                    | опера серия | Пиетро Дженерали        | 9 март 1813       | премиера          | Сан Карло                    | Неапол  |
| Халиф Исаун   | Багдадският халиф                  | опера-буфа  | Мануел Гарсия           | 8 ноември 1813    | премиера за града | Сан Карло                    | Неапол  |
| Егей          | Медея в Коринт                     | опера серия | Йохан Симон Майер       | 28 ноември 1813   | премиера          | Сан Карло                    | Неапол  |
| Alceo         | Partenope                          | опера       | Джузепе Фаринели        | 15 август 1814    | премиера          | Сан Карло                    | Неапол  |
| Дон Родриго   | Donna Caritea, regina di Spagna    | опера серия | Джузепе Фаринели        | 16 септември 1814 | премиера          | Сан Карло                    | Неапол  |
| Далатон       | La donzella di Raab                | опера серия | Мануел Гарсия           | 4 ноември 1814    | премиера          | Сан Карло                    | Неапол  |
| Хенри V       | Младостта на Хенри V               | опера       | Фердинанд Еролд         | 5 януари 1815     | премиера          | Teatro del Fondo             | Неапол  |
| Аталиба       | Кора                               | опера серия | Йохан Симон Майер       | 27 март 1815      | премиера          | Сан Карло                    | Неапол  |
| Дон Базилио   | Сватбата на Фигаро                 | опера-буфа  | Волфганг Амадеус Моцарт | 11 май 1815       | премиера за града | Сан Карло                    | Неапол  |
| Норфолк       | Елизабет, кралица английска        | опера серия | Джоакино Росини         | 4 октомври 1815   | премиера          | Сан Карло                    | Неапол  |
| Граф Алмавива | Севилският бръснар                 | опера-буфа  | Джоакино Росини         | 20 февруари 1816  | премиера          | Teatro della Torre Argentina | Рим     |
| Яго           | Отело (първа версия)               | опера серия | Джоакино Росини         | 18 януари 1817    | премиера за града | Сан Карло                    | Неапол  |
| Линдоро       | Италианката в Алжир                | опера-буфа  | Джоакино Росини         | 1 февруари 1817   | премиера за града | Театър италиен               | Париж   |
| Халиф Исаун   | Багдадският халиф                  | опера-буфа  | Мануел Гарсия           | 22 май 1817       | премиера за града | Театър италиен               | Париж   |
| Торвалдо      | Торвалдо и Дорлиска                | опера       | Джоакино Росини         | 21 ноември 1820   | премиера за града | Театър италиен               | Париж   |
| Джокондо      | Пробният камък                     | опера-буфа  | Джоакино Росини         | 5 април 1821      | премиера за града | Театър италиен               | Париж   |
| Отело         | Отело                              | опера серия | Джоакино Росини         | 5 юни 1821        | премиера за града | Театър италиен               | Париж   |
| Норфолк       | Елизабет, кралица английска        | опера серия | Джоакино Росини         | 10 март 1822      | премиера за града | Театър италиен               | Париж   |
| Флорестан     | Флорестан и съветът на десетте     | опера       | Мануел Гарсия           | 26 юни 1822       | премиера          | Театър италиен               | Париж   |
| Аарон         | Мойсей в Египет (трета версия)     | опера серия | Джоакино Росини         | 20 октомври 1822  | премиера за града | Театър италиен               | Париж   |
| Ило           | Зелмира (втора версия)             | опера серия | Джоакино Росини         | 24 януари 1824    | премиера за града | Кралският театър             | Лондон  |
| Агоранте      | Ricciardo e Zoraide (първа версия) | опера серия | Джоакино Росини         | 24 март 1824      | премиера за града | Кралският театър             | Лондон  |
| Идрено        | Семирамида                         | опера серия | Джоакино Росини         | 15 юли 1824       | премиера за града | Кралският театър             | Лондон  |
| Граф Алмавива | Севилският бръснар                 | опера-буфа  | Джоакино Росини         | 29 ноември 1825   | премиера за града | Парк тиътър                  | Ню Йорк |
| Отело         | Отело (първа версия)               | опера серия | Джоакино Росини         | 7 февруари 1826   | премиера за града | Парк тиътър                  | Ню Йорк |
| Нарцис        | Турчин в Италия (втора версия)     | опера-буфа  | Джоакино Росини         | 14 март 1826      | премиера за града | Парк тиътър                  | Ню Йорк |
| Дон Жуан      | Дон Жуан                           | опера-буфа  | Волфганг Амадеус Моцарт | 23 май 1826       | премиера за града | Парк тиътър                  | Ню Йорк |
| Рамиро        | Пепеляшка                          | опера серия | Джоакино Росини         | 27 юни 1827       | премиера за града | Парк тиътър                  | Ню Йорк |

## Списък на някои от оперите на Мануел Гарсия[11]
- La Maja y el Majo
- La Declaración
- El Seductor Arrepentido
- El reloj de madera
- Quien Porfía Mucho Alcanza
- El luto fingido
- El Criado Fingido
- El Padrasto, o quien a yerro mata a yerro muere
- El Poeta Calculista
- El cautiverio aparente
- Los lacónicos o La trampa descubierta
- El Preso
- Los Ripios del Maestro Adán
- Il Califfo di Bagdad
- Tella e Dallaton o sia La donzella di Raab
- Le Prince d’Occasion
- Il Fazzoletto
- La figlia del Aria
- La mort du Tasse
- La Meunière
- Florestan
- Astuzie e Prudenza
- La Buona Famiglia
- Il Lupo d’Ostenda
- Tancredi Romeo
- Zelmira El Abufar
- Semiramis
- Xaira
- El Gitano por Amor
- Don Chisciotte
- El Zapatero de Bagdad
- Los Maridos Solteros
- L'isola disabitata